# Жупранский сельсовет
Жупра́нский сельсовет (бел. Жупра́нскі сельсавет) — административная единица на территории Ошмянского района Гродненской области Белоруссии. Административный центр — агрогородок Жупраны.

## Состав
Жупранский сельсовет включает 54 населённых пункта:
- Амоляны — деревня.
- Ананишки — деревня.
- Анкуды — деревня.
- Байтюли — деревня.
- Баранцы — деревня.
- Бартели — хутор.
- Бервенцы — деревня.
- Большие Шумилишки — деревня.
- Вечкойни — деревня.
- Волойти — деревня.
- Галины — деревня.
- Гринцы — деревня.
- Докурнишки — деревня.
- Дукойни — деревня.
- Дяговцы — деревня.
- Жвирблишки — деревня.
- Жребишки — деревня.
- Жупраны — агрогородок.
- Заборцы — деревня.
- Замостяны — деревня.
- Заречье — деревня.
- Зеленая Дубрава — деревня.
- Кириловщина — хутор.
- Киселево — деревня.
- Клеи — деревня.
- Краковка — агрогородок.
- Кушлево — деревня.
- Латовичи — хутор.
- Лейлубка — деревня.
- Липовка — деревня.
- Лустишки — деревня.
- Люговщина — деревня.
- Людвиново — хутор.
- Малые Шумилишки — деревня.
- Микутяны — деревня.
- Нарбуты — деревня.
- Новики — деревня.
- Новоселки — деревня.
- Новосяды — деревня.
- Новошишки — деревня.
- Ожелеи — деревня.
- Станция Ошмяны — агрогородок.
- Петрули — деревня.
- Полянки — деревня.
- Поляны — деревня.
- Працковщина — деревня.
- Скилондишки — деревня.
- Скирстины — деревня.
- Тихоны — деревня.
- Толотишки — деревня.
- Хотькуны — деревня.
- Центели — хутор.
- Ягеловщина — деревня.
- Якелевщина — деревня.